# Horst Oppel
Horst Oppel (* 30. Juni 1913 in Halle (Saale); † 17. Juli 1982 in Marburg) war ein deutscher Anglist.

## Leben und Werk
Oppel promovierte am 12. November 1935 in Bonn germanistisch mit der Arbeit Komik und Humor im Schaffensgefüge Friedrich Hebbels (Erfurt 1935). Er publizierte dann Die Literaturwissenschaft in der Gegenwart: Methodologie und Wissenschaftslehre (Stuttgart 1939, Ann Arbor 1980) und Studien zur Auffassung des Nordischen in der Goethezeit (Halle a.S. 1944). 1946 wurde er auf den anglistischen Lehrstuhl der neu gegründeten Universität Mainz berufen, von wo er 1956 an die Universität Marburg überwechselte. Ab 1963 gehörte er der Mainzer Akademie der Wissenschaften an, in deren geistes- und sozialwissenschaftlicher Klasse er zahlreiche Abhandlungen veröffentlichte, zuletzt „Those Pelican Daughters“ (King Lear III, 4): Wanderungen und Wandlungen eines Sinnbildes (1979, Nr. 13). 1979 traf ihn ein Schlaganfall, von dem er sich nicht mehr erholen sollte.

Zu seinen Schülern zählen Heinz Kosok,  Paul Goetsch, Horst W. Drescher, Rudolf Böhm, Horst Prießnitz, Annegret Maak, Hildegard Hammerschmidt-Hummel, Gertrud Jungblut, Mathias R. Schmidt und aus der Romanistik Hans Helmut Christmann. Oppel hinterließ als sein Erbe das Shakespeare-Archiv der Mainzer Akademie. Das Shakespeare-Bildarchiv Oppel – Hammerschmidt der Universität Mainz geht auf eine Gründung durch Horst Oppel im Jahre 1946 zurück und wurde von Hildegard Hammerschmidt-Hummel aufgebaut.

## Weitere Veröffentlichungen
- Morphologische Literaturwissenschaft: Goethes Ansicht und Methode, Mainz 1947, Darmstadt 1967
- Peregrina: Vom Wesen des Dichterischen, Mainz 1947
- Das Shakespeare-Bild Goethes, Mainz 1949
- Titus Andronicus, Heidelberg 1961
- Shakespeare, Heidelberg 1963
- Shakespeare oder Fletcher? Die Bankett-Szene in „Henry VIII“ als Kriterium der Verfasserschaft (= Abhandlungen der geistes- und sozialwissenschaftlichen Klasse der Akademie der Wissenschaften und der Literatur in Mainz. Jahrgang 1965, Nr. 7).
- Englisch-deutsche Literaturbeziehungen, 2 Bde., Berlin 1971
- (Hrsg.) Das moderne englische Drama, Berlin 1963
- (Hrsg.) Der moderne englische Roman, Berlin 1965
- Die Shakespeare-Illustration als Interpretation der Dichtung (= Abhandlungen der geistes- und sozialwissenschaftlichen Klasse der Akademie der Wissenschaften und der Literatur in Mainz. Jahrgang 1965, Nr. 2).
- (Hrsg.) Die moderne englische Lyrik, Berlin 1967
- (Hrsg.) Das englische Drama der Gegenwart, Berlin 1976